# Lebel M1886
Lebel M1886 або гвинтівка Лебеля (фр. Fusil Modèle 1886 dit «Fusil Lebel») — французька магазинна гвинтівка, яка стала першою серійною нарізною гвинтівкою під патрон з бездимним порохом. Модифікація 1898 року також стала першою гвинтівкою, у якій використовувався патрон оживальної форми. Після модернізації 1893 року отримала назву Fusil Mle 1886 M93. Незважаючи на низку недоліків конструкції, застосовувалась арміями більш як 15 держав, залишалася штатною гвинтівкою французької армії аж до середини 1930-х років, коли була замінена гвинтівкою Бертьє. Обмежено застосовувалась до 1950-х років.

## Історія

### Розробка
У 1884 році французький хімік Поль В'єль синтезував бездимний нітрогліцериновий порох «Poudre B», який був утричі потужніший від чорного пороху. Крім того, новий бездимний порох забезпечував більш стабільне згорання з утворенням значно меншої кількості диму й кіптяви; був менш чутливий до вологи. Приблизно у той саме час почали з'являтися гвинтівкові патрони з кулями з цільнометалевою оболонкою — свинцева серцевина у них була повністю покрита мідним сплавом. Ця розробка приписується швейцарському офіцеру Едуарду Рубену. Така конструкція захищає свинцеву серцевину від зрізання на внутрішніх нарізах ствола. Завдяки цьому можна було підвищити тиск порохових газів і отримати більшу початкову швидкість кулі, яка відтепер була більш стійкою в польоті.

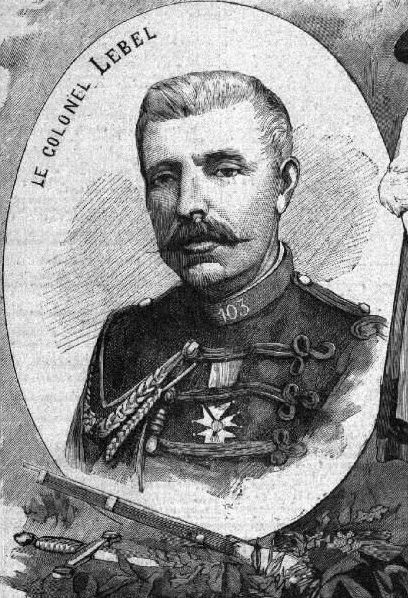
Підполковник Ніколя Лебель

У 1884 році військовий міністр Франції — генерал Буланже, наказав у короткі терміни створити нову магазинну гвинтівку під патрон калібру 8 мм із бездимним порохом. Він призначив генерала Трамона головою військової комісії й поставив терміни — один рік. На той час на озброєнні французької армії стояла казеннозарядна гвинтівка Гра, а флот користувався гвинтівкою Кропачека, яка споряджалася підствольним магазином. Обидві ці гвинтівки були під патрон 11-мм Гра зі звичайним чорним порохом. У першу чергу, оскільки новий потужний порох дозволив перейти до меншого калібру, для покращення балістики полковник Базиль Гра (разом з підполковником Етьєном Дезальє) обтиснув 11-мм гільзу свого патрона під кулю 8 мм. Ідею підствольного магазина взяли майже без зміни від гвинтівки Кропачека зразка 1884 року. Механізм перезаряджання для нової зброї допрацював Альбер Клоз і Луї Верден, які працювали в арсеналі в місті Шательро. Полковник Бонне був натхненний конструкцією гвинтівки Веттерлі, тому створив затвор з двома радіальними бойовими упорами, які розміщувались у передній частині бойової личинки.
Підполковник французької армії Лебель, який створив кулю Лебеля (див. «Balle M») керував польовими випробуваннями гвинтівки у 1885 році, за підсумками яких у 1887 році Lebele M1886 разом із приставним 52-см багнетом була прийнята на озброєння французької армії.
Виробництво гвинтівок провадилось на трьох державних збройових заводах (арсеналах): у Шательро, Сент-Етьєні і Тюлі. Один тільки арсенал у Шательро випускав у середньому 900 стволів на день. Програму повного переозброєння армії Франція закінчила уже у 1889 році. Виробництво було припинено у 1920 році.
У 1887 році незначних змін зазнала система кріплення бойка, у 1893 році була збільшена міцність ствольної коробки, змінили форму бойової личинки, посилили кріплення прицілу, остаточно відмовились від запобіжника. Модифікована гвинтівка отримала позначення Fusil Mle 1886 Modifié 93.

### Бойове застосування

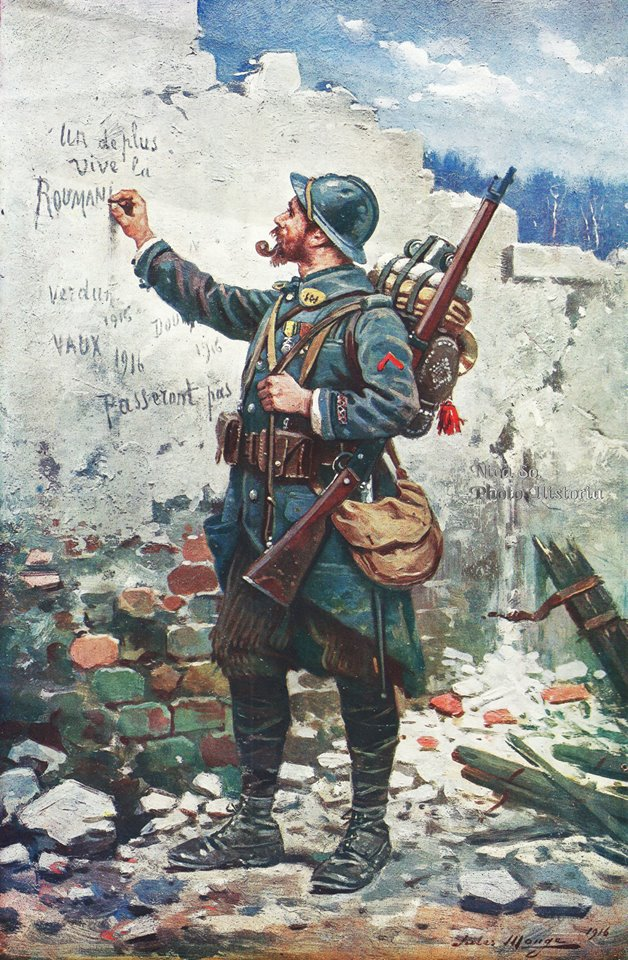
Румунський солдат з Lebel M1886, 1916

Поява у французької армії гвинтівки із взірцевим на той час патроном підштовхнула інші розвинуті країни до початку переозброєння. Гвинтівки під патрон з бездимним порохом з'явилися у Німеччині та Австро-Угорщині у 1888 році, у Італії та Росії — у 1891, у США — 1892 (гвинтівка Krag-Jørgensen). Британці замінили Lee-Metford гвинтівкою під бездимний патрон тільки у 1895 році. Цією гвинтівкою стала Lee-Enfield.
В умовах Першої світової війни гвинтівка себе зарекомендувала як міцна та надійна зброя, яка до того ж була точною. Особливо відмічали вбивчу силу «Balle D», яка навіть на відстані у 400 метрів була ефективною. Не зважаючи на це, Lebel M1886 мала свої недоліки:
- Повільне перезарядження, невід'ємний магазин (наприклад британська Lee-Enfield споряджалась пачками на 5 або 10 набоїв);
- Прицільні пристосування були занадто маленькими та незахищеними від ударів;
- Відсутність протектора на цівці призводила до обпалювання рук під час довгої стрільби.

Не дивлячись на всі ці недоліки, французька піхота воліла користуватись Lebel M1886, ніж гвинтівкою Бертьє, у першу чергу через більш місткий магазин. Під час війни, у 1915 році, на озброєння французів надійшов 51-мм дульний гранатомет VB (Viven-Bessières), який був дуже корисним в умовах окопних перестрілок. Гвинтівка Лебеля залишалась основною стрілецькою зброєю французької армії протягом усієї війни. Після того, як «лебелями» озброїли армію Франції, прийшла черга Іноземного легіону та колоніальних французьких військ, переозброєння яких тривало до 1920-х років (у використанні в колоніальних арміях вони залишались навіть по закінченні Другої світової війни). Після демобілізації надлишок гвинтівок продавали до Польщі, Греції, Туреччини, Болгарії та Росії.
Після закінчення війни виникла необхідність у модернізації набою й гвинтівки, однак скрутне післявоєнне фінансове положення не дозволило вирішити ці проблеми у найближчій перспективі. Нову гвинтівку — MAS-36 — прийняли на озброєння французької армії тільки у 1936. До початку війни армію переозброїти не встигли, тому війська другої лінії оборони зустрічали ворога з гвинтівками Лебеля у руках.

## Конструкція
Гвинтівка Лебеля — зброя з ручним перезарядженням, яка здійснювалась за допомогою повздовжно-ковзного поворотного затвора. Замикання каналу ствола відбувалось завдяки двом радіальним бойовим упорам, що знаходяться в передній частині личинки. Бойова личинка затвора з'єднується з власне затвором за допомогою поперечного гвинта, тому для розбирання гвинтівки потрібно було використовувати викрутку. Подача патрона здійснювалась вручну за допомогою затвора, який рухав лоток подавача. Запобіжник у першій моделі був представлений поворотним курком (подібна конструкція у майбутньому буде використана у гвинтівці Мосіна-Нагана). У моделі 1893 року від запобіжника зовсім відмовились. Довжина ствола з чотирма лівосторонніми нарізами — 80 см. Ложе і приклад — дерев'яні.

### Живлення

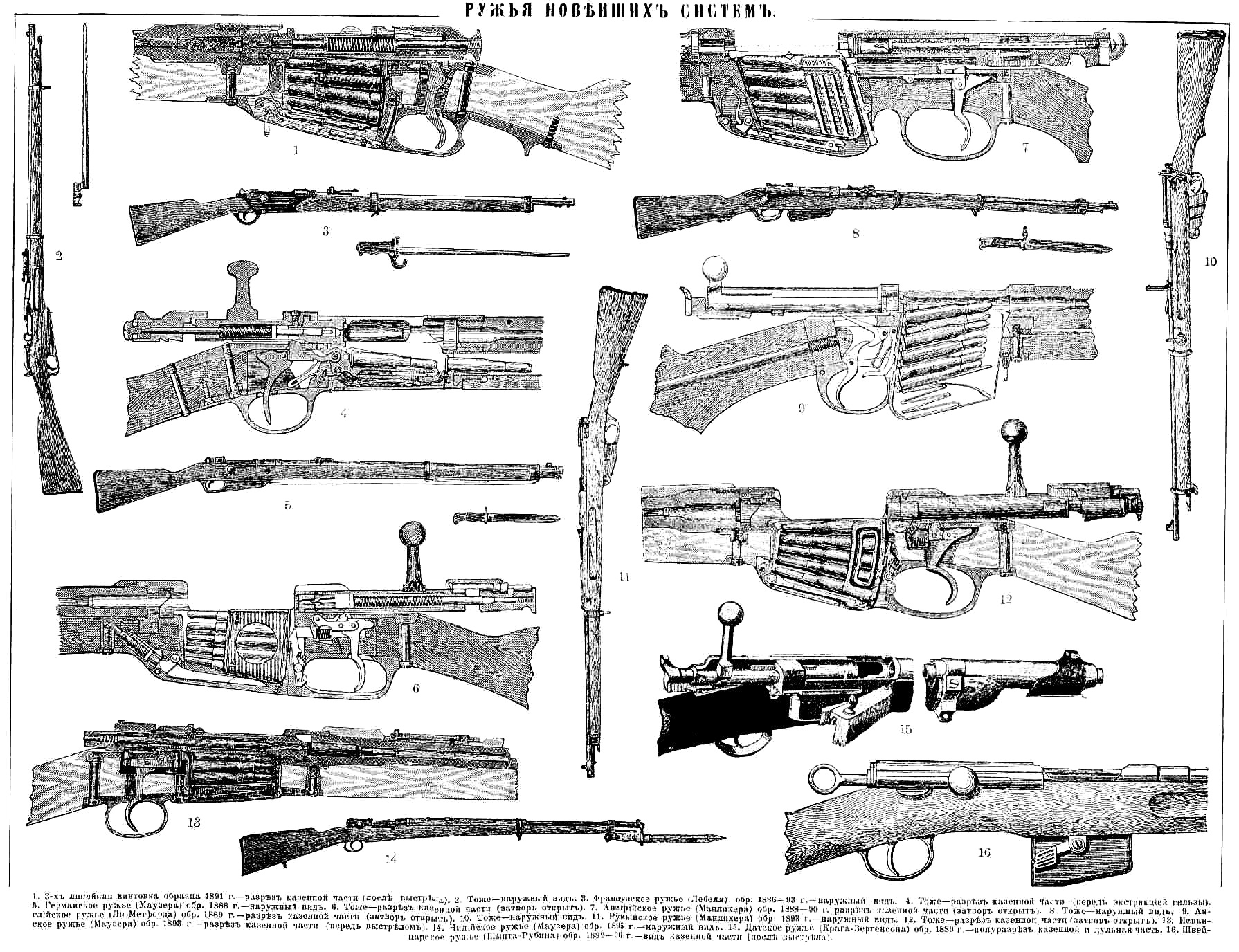
Конструкція Lebel M1886 (рис. № 3 і 4)

Спорядження інтегрованого трубчастого магазина здійснювалось вручну, по одному, через вікно ствольної коробки. Загальна місткість магазина — 8 патронів, проте кількість набоїв всередині зброї можна було довести до 10, поклавши один набій на лоток подавача і ще один — у патронник. На правій частині ствольної коробки встановлений перемикач магазина. У ввімкнутому положенні він запобігав подачі патронів із магазина, перетворюючи цим самим гвинтівку в однозарядну. Це було зроблено для того, щоб патрони у магазині залишались на «критичний момент бою», а у весь інший час гвинтівка мала заряджатись «по-старому» — вручну по одному патрону. Такими перемикачами були обладнанні багато зразків магазинних гвинтівок того часу (наприклад, гвинтівка Гра). Проте невдовзі перемикач вийшов із використання, оскільки був незручним і непотрібним для бійця.
Трубчастий магазин мав як переваги, так і недоліки: з одного боку, така конструкція дозволяла створити компактну надійну гвинтівку з відносно великим боєкомплектом (майже вдвічі більше ніж у аналогічних тогочасних зразків з дискретним магазином). З іншого боку, це надзвичайно порушувало баланс зброї, магазин доводилось заряджати вручну, по одному патрону, тому темп стрільби гвинтівки Лебеля значно поступався гвинтівкам з обойменним чи пачковим заряджанням.

### Аксесуари
Lebel M1886 комплектувався голчатим чотиригранним багнетом моделі Épée-Baïonnette Modèle 1886 довжиною 52 см. Форма багнета дозволяла легко пробивати шкіряні елементи спорядження супротивника. Під час Першої світової війни цей багнет дістав від французьких солдатів назву «Розалі». Бійці часто вкорочували багнет для отримання траншейного ножа-стилета. Багнет кріпився доволі міцно: виступ під стволом входив у паз руків'я, а кільце гарди одягалось на ствол, при цьому виріз кільця фіксувався на широкій мушці. Кнопка застібки розміщалась на багнеті з лівого боку, під гардою. У ході Першої світової почали виробляти спрощені багнети з латунними руків'ями замість стандартних нейзильберових і зміненою формою гарди. У 1916 році був розроблений новий багнет, який був загострений з двох боків і трохи вигнутий. Крім того, врахувавши досвід ведення окопної війни, новий багнет був удвічі коротший. Незважаючи на це, багнет зразка 1916 року так і не був прийнятий на озброєння французькою армією.
Приціл складався з відкритої мушки й ступінчастого прицілу, який був розмічений до 2000 метрів (хоч ефективна дальність стрільби становила не більше 400 метрів). Також гвинтівка комплектувалась оптичними прицілами APX зразка 1916 і 1917 років, які давали трикратне збільшення.

## Набій

### «Balle M»

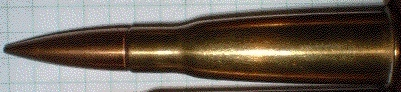
«Balle D»

Голова комісії — генерал Буланже, запропонував ідею кулі з пласким носиком. Таке рішення було доволі поширеним для гвинтівок з трубчастим магазином. Оскільки у такому магазині патрони знаходяться один за одним, розміщуючись кулею до денця гільзи наступного набою: за умови струсу чи удару гвинтівки була можливість пробиття капсулю патрона. Практичну реалізацію нової кулі, яка отримала назву Balle M (фр. Куля М), виконав підполковник Ніколя Лебель — директор Армійської стрілецької школи. На честь Лебеля назвали створену ним кулю, потім назва перейшла на весь патрон, а невдовзі й на всю конструкцію гвинтівки. Сам конструктор відмовлявся від такої честі, говорячи, що найбільший внесок у конструкцію зробив Базиль Гра.

### «Balle D»
У 1898 році полковник Десале представив нову кулю — гостроконечну і зі скошеною задньою частиною, що значно покращило її балістику. Нова «Balle D» стала першою у світі кулею оживальної форми. На озброєнні її прийняли у 1901 році. Відтоді у конструкції «гвинтівки Лебеля» по суті не залишилось деталей, які були розроблені власне підполковником Лебелем. Нова куля важила 12,8 грама і дозволяла в теорії робити постріл на відстань до 4 кілометрів. Максимальна ефективна відстань стрільби була визначена у 1800 метрів, проте важливішим було те, що фактична ефективна відстань збільшилась з 400 до 420 метрів. Нова траєкторія польоту кулі потребувала заміни прицільних приладів. Для того, щоб у трубчастому магазині куля не пробивала гострим носиком капсуль наступного набою, капсуль зробили з доволі товстим денцем випуклої форми.

## Оператори
- Алжир
- Арабські повстанці
- Королівство Сербія
- Бельгія
- Ефіопська імперія
- Франція
- Грецьке королівство: 16 000 штук гвинтівок зразка 1886 року були отримані грецькими військами від Франції під час Першої світової війни[12].
- Королівство Італія
- Монако[13]
- Третій Райх: стояли на озброєнні Фольксштурм[14]
- Польща
- Румунське королівство
- Російська імперія: 86 000 штук гвинтівок зразка 1886 і 1893 років були отримані російськими військами від Франції під час Першої світової війни. Ці гвинтівки були прийняті на озброєння піхотними і стрілецькими полками на Кавказькому фронті (почали надходити у війська у 1916 році)[15]. Крім того, Lebel M1886 використовувався на Західному фронті тими російськими військами, які воювали у складі французької армії[16]
- Сомалі
- Друга Іспанська республіка
- Таїланд
- Велика Британія: стояли на озброєнні британської Національної гвардії[en] після Дюнкеркської евакуації[17].
- В'єтнам: використовувались В'єтконгом у 1945-1949[18]